# Улица Фадеева (Москва)
У́лица Фаде́ева — улица в центре Москвы в Тверском районе между Оружейным переулком и Миусской площадью.

## Происхождение названия
В прошлом называлась Миусским переулком, в который вошли 2-й и 4-й Миусские проезды; эти названия связаны с расположением рядом с Миусской площадью. Позже, поскольку улица находилась на месте Тверской-Ямской слободы, она называлась 5-й Тверской-Ямской улицей. В 1919—1922 годах называлась Советская улица, — обычный для того времени идеологический штамп. В 1967 году получила название в память о советском писателе А. А. Фадееве (1901—1956), авторе романов «Разгром», «Молодая гвардия», много лет возглавлявшем Союз писателей СССР.

## Описание
Улица Фадеева начинается у Садового кольца от Оружейного переулка, проходит на северо-запад, слева к нему примыкает 1-й Тверской-Ямской переулок, справа — Пыхов-Церковный проезд, затем пересекает улицу Чаянова и выходит с юга на Миусскую площадь.

## Примечательные здания
По нечётной стороне:
- № 5 — здание Петровско-Александровского пансиона-приюта дворянства Московской губернии (1900—1902, архитекторы А. Ф. Мейснер, М. К. Геппенер, военный инженер А. А. Семенов). С 1945 года здание занимает Научно-исследовательский институт нейрохирургии им. Академика Н. Н. Бурденко[1].

По чётной стороне:
- № 2/27/5 — Жилой дом НКВД (1934—1936, архитекторы И. Голосов, И. Маркузе)[2].
- № 4 — Музей музыкальной культуры им. М. И. Глинки. Здание выстроено в 1980 г. по проекту И.Ловейко, А.Афанасова;
- № 8 — детская поликлиника № 32.